# Pelobates cultripes
El sapo de espuelas (Pelobates cultripes) es una especie de anfibio anuro de la familia Pelobatidae.

## Distribución
Su distribución mundial se limita exclusivamente a la península ibérica y a las costas mediterráneas y sudoccidentales de Francia. Dentro de la península tiene una distribución prácticamente continua haciéndose sus poblaciones más escasas o desapareciendo en el norte (cornisa cantábrica y Galicia).

## Hábitat

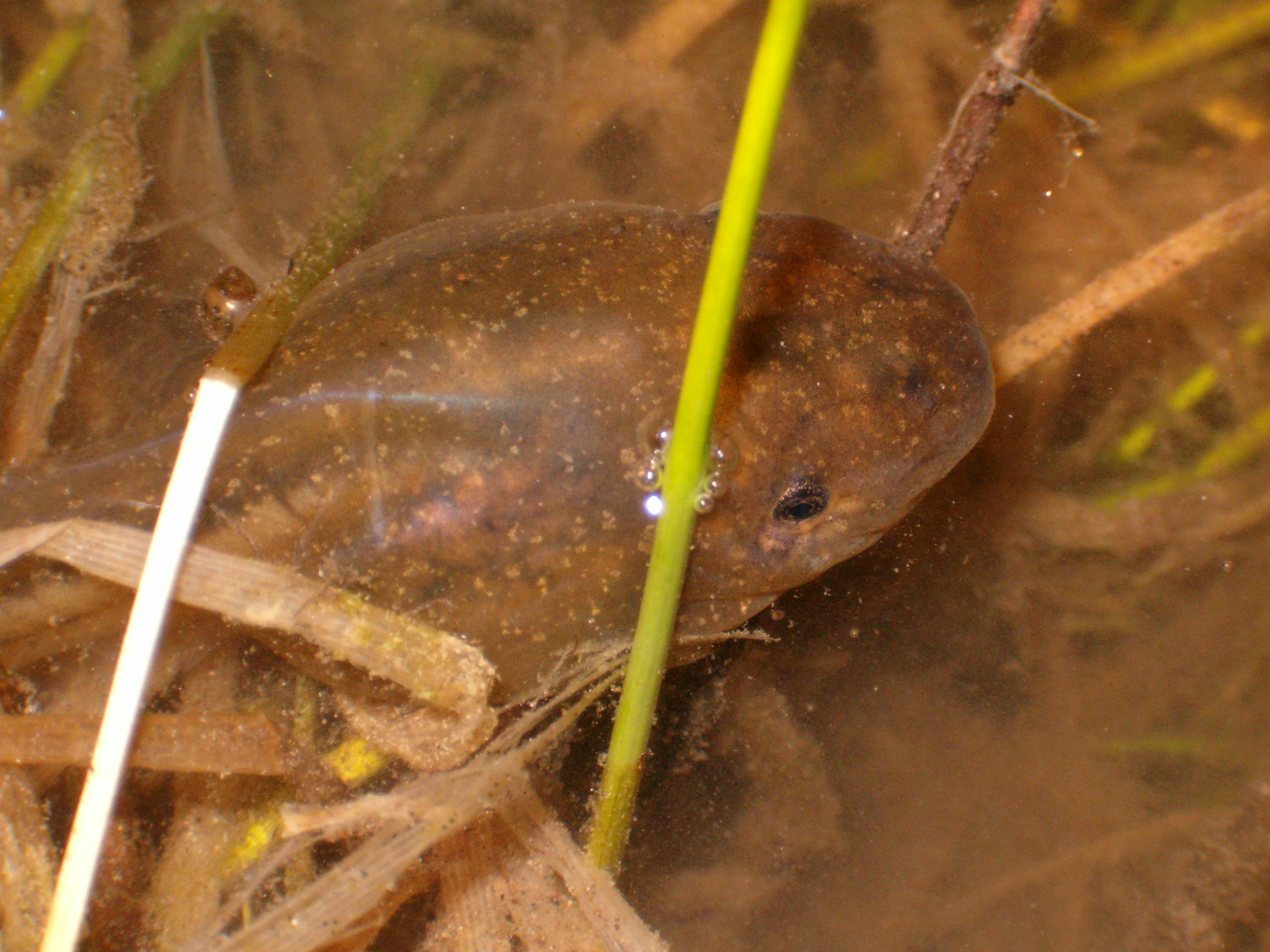
Renacuajo de Pelobates cultripes

Los ambientes terrestres que ocupa normalmente el sapo de espuelas, suelen ser terrenos arenosos, con charcas, arroyos estacionales o marismas cercanas. Son especialmente abundantes en las dehesas de Extremadura y arenales del bajo Guadalquivir, zonas semiáridas del valle del Ebro y siendo escaso en zonas de montaña.
Aunque su distribución altitudinal abarca desde el nivel del mar hasta los 1700 m s. n. m., es más frecuente encontrar poblaciones por debajo de los 1000 m.

## Amenazas
Los factores que pueden incidir sobre su nivel de conservación son comunes a los de otras especies de anuros, la destrucción directa de hábitat reproductivos como charcas, lagunas y marismas ha provocado la extinción de poblaciones, especialmente en zonas de arenales costeros y zonas destinadas a la agricultura intensiva, la contaminación por productos fitosanitarios y el exceso de carga ganadera, que provoca la eutrofización de los hábitat reproductivos. Los atropellos en carreteras en zonas reproductivas ricas en charcas y la introducción de especies foráneas como el cangrejo de río americano o ciertas especies de peces que pueden incidir en las fases embrionaria y larvaria.

## Registro fósil
El registro fósil conocido más antiguo de esta especie corresponde a un yacimiento de la localidad de Kohfidisch en Burgenland, Austria. Data del Mioceno tardío, específicamente del intervalo M11 (8.7 Ma -7.75 Ma). Se calcula un mínimo aproximado de 100 individuos.